# 觀音坑溪

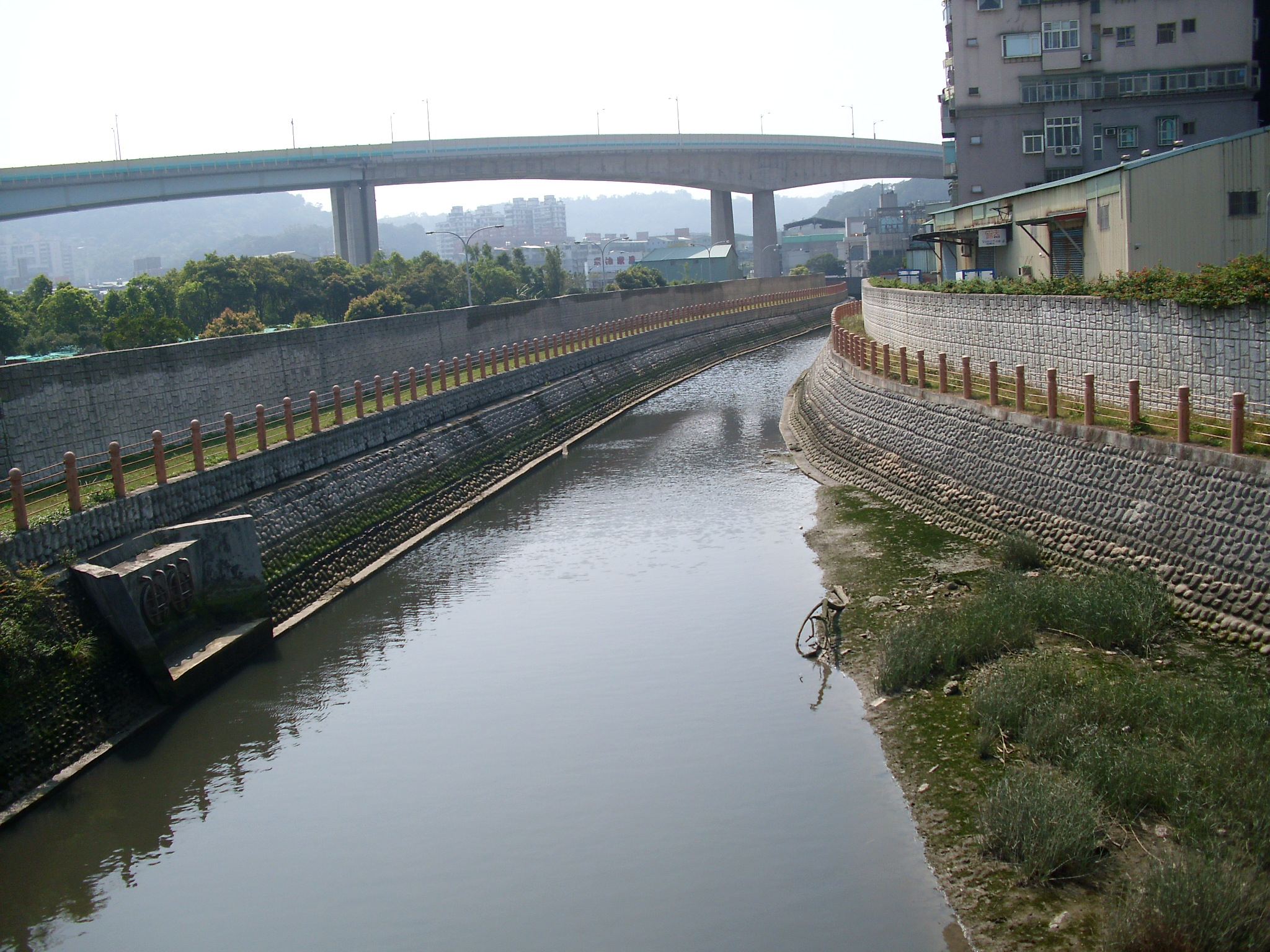
觀音坑溪橋上看上游，遠方為台64線高架。

觀音坑溪 (或以中下游地名另稱北勢坑溪)，位於台灣北部，是淡水河的一條支流，河長6.2公里，流域面積9.2平方公里，分佈於新北市五股區。其源頭位於觀音山南側的凌雲禪寺附近，標高372公尺，向東南流入台北盆地後，轉向東注入淡水河。
觀音坑溪原本注入淡水河的另一支流塭子川，後因拓寬淡水河道工程而炸毀獅子頭隘口，即變成現況之各自注入淡水河。
導演齊柏林在所執導的《看見台灣》紀綠片中，拍攝到觀音坑溪遭上游染整廠排放的廢水汙染，河面呈暗紅色。

## 橋樑

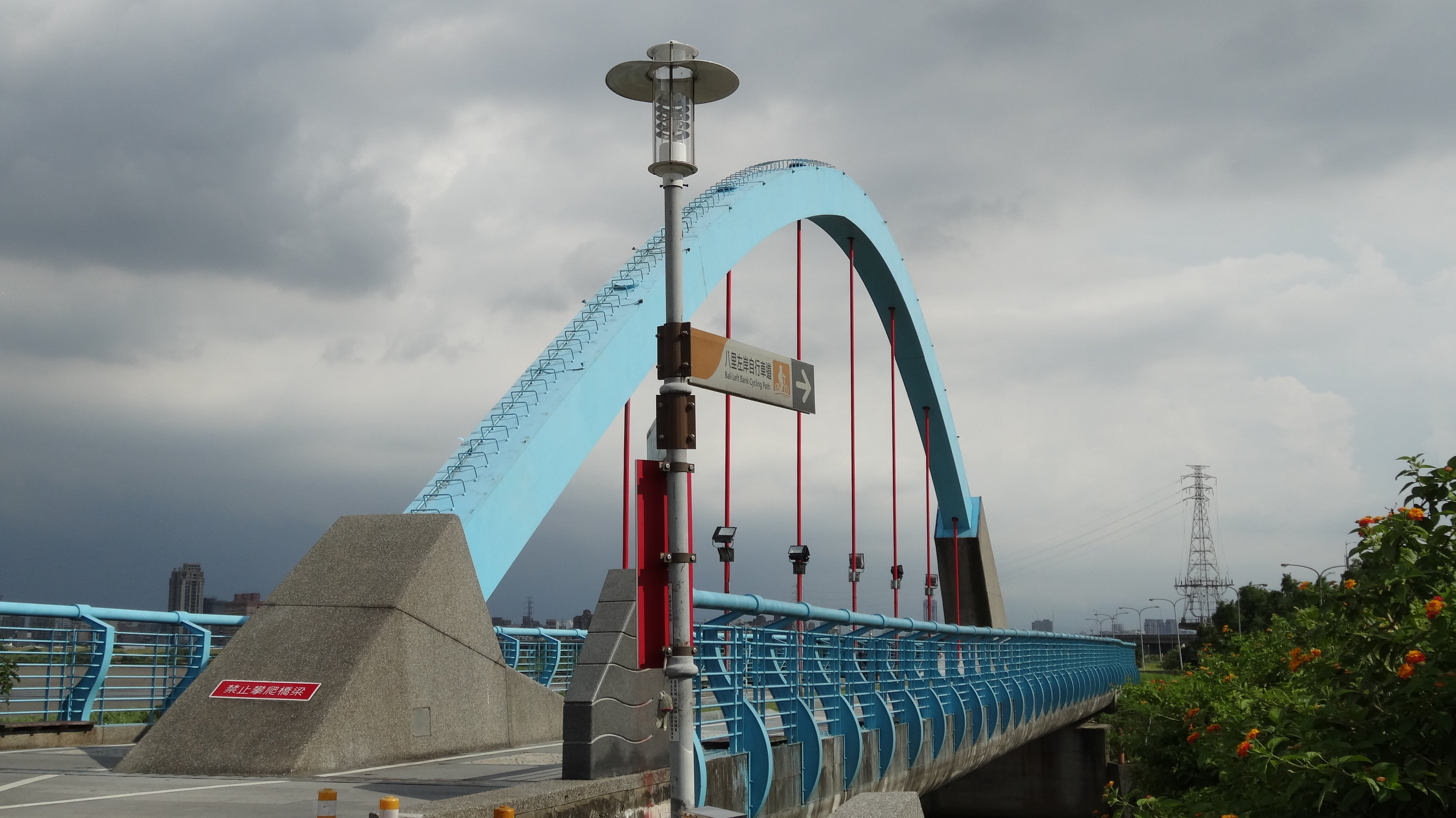

觀音坑溪橋:八里左岸自行車道跨過觀音坑溪。